# Area Cronica Entertainment
Area Cronica Entertainment è stato un collettivo ed etichetta fondata dai Sottotono nel 1996 con sede a Novara, raggruppando attorno a loro il proprio entourage di artisti formato da realtà hip hop torinesi (Lyricalz, Left Side e Sab Sista), milanesi (Bassi Maestro, C.D.B. e Chief), sarde (Maku Go & Sardo Triba e Brunello Team) nonché dai cantanti Jasmine e Eva. Inoltre i loro membri hanno vantato collaborazioni con numerosi esponenti della scena italiana e non solo: Articolo 31, Brusco, DJ Enzo, Don Joe, Fritz da Cat, Irene Lamedica, La Pina e Neffa. L'Area Cronica ha avuto il suo periodo di massima attività tra il 1996 e il 1999, per poi concludere la sua esperienza verso il 2000, a causa di problemi finanziari. Malgrado la sua breve durata, è stata considerata una delle realtà più influenti negli anni 90 assieme alla Spaghetti Funk, e ha gettato le fondamenta per attuali collettivi quali Dogo Gang e TruceKlan.

## Stile e argomenti
Nata come grande famiglia, l'Area Cronica si è caratterizzata per l'alta fedeltà e devozione incondizionata da parte di tutti i membri del collettivo. Numerosi infatti sono i riferimenti all'Area Cronica nelle loro canzoni al punto di influenzarne lo slang: il nome del collettivo viene solitamente abbreviato in A.C., oppure con la parola il vortice si riferisce al logo del collettivo stesso. Un'altra parola molto diffusa nelle loro canzoni è effe no (o F.N.), abbreviativo di forse no. Sia come stile musicale che come tematiche ha attinto particolarmente dalla scena West Coast, molto in voga in quel periodo, senza disdegnare l'East Coast (specie nelle produzioni di Bassi Maestro) e, verso la fine degli anni 90, la musica elettronica.

## Componenti

### Sottotono
Storico duo dell'hip hop italiano, tra i primi ad ottenere un successo su scala nazionale con il brano La mia coccinella, composti da Fish e Tormento, nel 1997 vincono il premio rivelazione al Festivalbar e nello stesso anno raggiungono il doppio disco di platino con il loro secondo album Sotto effetto stono. Il giovane duo riesce a portare l'hip hop in importanti manifestazioni musicali e popolari salotti televisivi, dal concerto del Primo Maggio a Roma fino a Domenica in. Risale al 2001 l'approdo al palco del Festival di Sanremo con Mezze verità, brano per il quale il duo fu accusato di plagio da Striscia la notizia, scatenando anche un acceso battibecco con Valerio Staffelli; l'accusa del programma fu di aver copiato una canzone degli *N Sync. Poco dopo i Sottotono si sciolgono: Tormento e Fish decidono di intraprendere percorsi musicali tra loro differenti.

### Lyricalz
Secondo gruppo di punta del collettivo, formato dagli MC's Fede e Dafa. Hanno pubblicato due album (Deluxe e Brava gente - Storie di fine secolo) e un EP (La vita del rapper), tutti e tre sotto Area Cronica. Alla fine di essa, il duo non è proseguito oltre tranne che con un featuring in una canzone di Bassi Maestro (Problemi pt.2, contenuta nell'album Rapper italiano). Fede, assieme a Fabri Fibra e Fritz da Cat ha dato vita al progetto Basley Click pubblicando nel 2001 The Album, ma nel 2003 ha ufficializzato il suo ritiro dalle scene. Dafa, oltre a qualche sporadica collaborazione, pubblica due album solisti: A distanza ravvicinata nel 2008 e Stato di grazia nel 2009.

### Bassi Maestro
Dopo la breve parentesi sotto Mixmen Connection, l'etichetta di El Presidente, Bassi passa sotto Area Cronica producendo basi per Lyricalz, Sab Sista e Left Side, e pubblicando a suo nome Foto di gruppo nel 1998 e Classico nel 2000. Con la fine dell'Area Cronica proseguirà la sua carriera sotto Vibrarecords, con la quale ristamperà nel 2002 Foto Di Gruppo e Classico in un'unica pubblicazione a nome Classic Gems Vol. 1.

### Left Side
Ex-membro degli storici The Next Diffusion, Left Side pubblicherà sotto Area Cronica l'EP La sola via che so nel 1998 e l'album Una vita non basta nel 1999. Dopo nove anni di silenzio, ritorna nel 2008 sotto il nome Lefty con l'EP Chetelodicoafare Pt.2 che precede l'album Il mondo dai miei occhi uscito nel 2009.

### Megatriade
Trio composto da Bassi Maestro, Dafa dei Lyricalz e Left Side. Non hanno mai pubblicato album, ma hanno composto tre canzoni memorabili per i fan del collettivo: Bionic Skillz contenuta nell'album di Bassi Foto di gruppo, Noi professionisti presente nella compilation Nel vortice vol. 2 e La Supremazia contenuta nel mixtape Il Bel Paese.

### Jasmine
Federica Rotolo, in arte Jasmine, figlia della showgirl Stefania Rotolo, ha iniziato la carriera come cantante del Sottotono, dopo aver partecipato nel 2004 e 2005 ai tour di Renato Zero ha intrapreso la carriera solista, nel 2007 è uscito il suo primo album Salutami Jasmine.

### Eva
Eva, cantante dell'Area Cronica, ha partecipato a diversi dischi degli artisti legati al collettivo come cantante ed autrice di alcuni brani negli album ...In teoria dei Sottotono e le compilation AreaCronica.com e Nel vortice vol.2. Come artista solista ha pubblicato il singolo "In me" con la collaborazione di Tormento. Successivamente ha partecipato a Il mio diario di Tormento.

## Discografie

### Sottotono
- Sotto effetto stono (1996)
- Sotto lo stesso effetto (1999)
- Soprattutto sotto (1999, ristampa con nuova copertina e una bonus track)

### Lyricalz
- Deluxe (1996)
- La vita del rapper (1998)
- Brava gente - Storie di fine secolo (1999)

### Bassi Maestro
- Foto di gruppo (1998)
- Classico (2000)

### Left Side
- La sola via che so (1998)
- Una vita non basta (1999)

### Sab Sista
- Cronica (1998)

### Maku Go & Sardo Triba
- Saloon (1998)

### Brunello Team
- Cercando una realtà (2000)

### Compilation
- Areacronica.com (1999)
- Nel vortice vol. 1 (1999)
- Nel vortice vol. 2 (1999)
- Nel vortice vol. 3 (2000)
- Nel vortice vol. 4 (2000)
- Zora la vampira (2000)